# SOCOM: U.S. Navy SEALs Combined Assault
SOCOM U.S Navy SEALs Combined Assault es un videojuego de acción táctica en tercera persona para PlayStation 2 , secuela de SOCOM III: U.S. Navy SEALs desarrollado por ZIPPER INTERACTIVE INC. Y distribuido por Sony Computer Entertainment. En esta cuarta entrega de la saga SOCOM se volverá a liderar el equipo SEAL a través de 18 misiones en modo offline para un jugador.

## Historia
Después de unos años desde el colapso de la Unión Soviética, la antigua República Socialista Adjikistani finalmente ha obtenido la independencia. El carismático Karim Ismail es nombrado primer presidente de Adjikistan. Promete una economía más competitiva que la de otros "calientes" naciones asiáticas como China o Camboya. Esto hace Adjikistan un interés americano llave. Sin embargo, no todo va bien. Un movimiento rebelde grande amenaza con desestabilizar el gobierno, y después de que un agente de la CIA es secuestrado por los rebeldes, un equipo SEAL es enviado para rescatarlo, sin embargo, el helicóptero es derribado después de que el espía se ha guardado.
El Fireteam es enviado para rescatar a los supervivientes (esta misión aparentemente paralela a la operación en el mundo real Red Wing), y el equipo se vuelve más y más involucrado en el conflicto. Sin embargo, los rebeldes afirman que no están tratando de derrocar a un gobierno benevolente, sino que están protegiendo a sí mismos de una campaña genocida llevada a cabo por las autoridades Adjikistani. Los SEALS más tarde descubrían un sistema de campos de concentración en una ciudad importante de Adjikistani y tienen que apagarlo. Durante una misión más tarde, los SEALS tienen infiltrarse en una aldea para eliminar el terrorista Mongoose, y asegurar el líder rebelde Badger, y asegurar una pista de aterrizaje con trajes ghillie bajo el amparo de la oscuridad. Durante la guerra de baja escala el Fireteam lanza un asalto contra un convoy que transportaba suministros a través de un pueblo clave. Durante esa misión se colocó explosivos en un lugar de escondite de armas y demolido antes de la extracción. Finalmente, Karim está acorralado en su búnker subterráneo bajo sede de su partido político en la capital de Adjikistani Dalahtibar y es arrestado y juzgado por crímenes contra la humanidad

## Sistema de juego
En esta cuarta entrega de la saga de SOCOM el jugador dirige a un equipo de 4 hombres (de los cuales tres de ellos controlados por IA)
del U.S. Navy SEALs por 18 misiones, que al cabo de terminar una se podrán escoger otras y así sucesivamente hasta terminar el modo historia, distribuidas por un país ficticio llamado Adjikistan, basado en lugares reales de Pakistán o Afganistán.
Los escenarios de esta cuarta entrega de SOCOM serán muy variados y completos donde seguro que no habrá lugar para el aburrimiento pues son de dimensiones mucho más grandes respecto a la anterior entrega. Se pueden apreciar localizaciones como montañas nevadas, llanuras nevadas y normales, edificios, pueblos abandonados, entre otras.
En las partidas individuales se darán órdenes al equipo gracias a un comando de órdenes por realizar.
En el proceso de dar una orden intervienen tres factores: "Quién", "Qué" y "Dónde".
En este caso a los otros tres integrantes del equipo SEAL: JESTER (ABLE), KILLJOY (Bravo 1) y SIMPLE (Bravo 2).
Las misiones más típicas consisten en: erradicación de terroristas, rescate de rehenes, destrucción de base terrorista o la búsqueda de informaciones paramilitar.
Antes de cada misión, es escoge un arma primaria, con miras ópticas, silenciadores, etcétera y otra arma secundaria; de un arsenal real que incluye el: MG36 o la Mk 48
También destacan una amplia variedad de pistolas como la Mark 23, granadas y otros dispositivos explosivos, como la Granada M67 o C-4

## Acción Instantánea
Si el argumento de la historia principal (el que viene por defecto) aburre al jugador, este juego ofrece un modo de juego innovador (visto sólo en SOCOM de PSP), llamado Acción Instantánea, el cual permite volver a realizar las misiones ya superadas pero modificadas al gusto del jugador. El jugador podrá elegir las armas que querrá utilizar, el sitio donde comienza la partida y de donde acaba, la dificultad y la clase de misión por realizar, desde asegurar zonas hasta desactivar bombas.

## Modo Crosstalk
Este modo requiere conectar la videoconsola PlayStation 2 a una videoconsola portátil PlayStation Portable y disponer del juego SOCOM: FireTeam Bravo 2. Por ejemplo, al matar a algún grupo terrorista o algún enemigo importante y durante este hecho se ha conectado la PlayStation Portable con la PlayStation 2 después no se tendrá que hacerlo en el videojuego SOCOM: FireTeam Bravo 2 y en su lugar aparecerá un enemigo u objetivo distinto. También gracias a este nuevo modo innovador se podrá desbloquear nuevas armas como el Lanza Granadas MM-1.

## Modo Cooperativo
Existe un modo llamado cooperativo en el cual se juegan misiones tanto en línea como por cable link. Permite jugar hasta 4 jugadores simultáneos ofreciendo un juego muy divertido. En este modo se puede hablar con los compañeros de equipo gracias a los audífonos, en el modo en línea, permitiendo la comunicación en todo momento.

## Modo Multijugador
En el modo multijugador, aparte del modo cooperativo, se podrá crear partidas al estilo Counter Strike con 10 fantásticos e inmensos mapas donde se podrán pasar horas batallando.
Como en otras entregas en cuanto a multijugador se puede elegir jugar individualmente o con equipos de hasta 32 jugadores. Sin duda, habrá verdaderas carnicerías humanas.

## Misiones
01)Winterblade
02)Reprisal
03)Whipsaw
04)Broken Chains
05)Stockpile
06)Highwire
07)Disruption
08)Bombshell
09)Sea Wasp
10)Blind Side
11)Dragonfly
12)Storm Cloud
13)Chokehold
14)Trail Blazer
15)Snake Pit
16)Frosbite
17)Shepherd
18)Kingfisher

## Insignias
-1) Captura: completar todas las misiones de captura de acción instantánea en cualquier rango.
-2) Desactivar: completar todas las misiones de desactivación de acción instantánea en cualquier rango.
-3) Demoler: completar todas las misiones de demolición de acción instantánea en cualquier rango.
-4) Escolta: completar todas las misiones de escolta de acción instantánea en cualquier rango.
-5) Extracción: completar todas las misiones de extracción de acción instantánea en cualquier rango.
-6) Recuperar: completar todas las misiones de recuperación de acción instantánea en cualquier rango.
-7) Asegurar: completar todas las misiones de asegurar de acción instantánea en cualquier rango.
-8) Más cumplidor: completar todas las misiones de acción instantánea en el rango Almirante.
-9) Operaciones Encubiertas: completar la campaña con una puntuación sigilo acumulativo superior a 300,000 puntos.
-10) Tridente: completar la campaña con una puntuación total superior a 1, 200,000 puntos.
-11) Eficiencia: completar la campaña con un tiempo transcurrido menor a 7:00:00.
-12) POQ: completar la campaña con un tiempo transcurrido menor a 4:00:00.
-13) Ejemplar del Registro: completar la campaña con una puntuación de rendimiento acumulada superior a 400,000 puntos.
-14) Renacuajo: completar la campaña en el grado de alférez o superior.
-15) Hombre rana: completar la campaña con el rango de comandante o superior.
-16) SEAL: completar la campaña en el rango de Almirante.
-17) SUB-ROSA: completa una misión de campaña o acción instantánea con una puntuación mayor de 30,000 puntos.
-18) DODGER: completar una campaña o misión de acción instantánea con ningún miembro del equipo caído o herido y sin
botiquines usados.
-19) Misericordia: completa una campaña o una misión de acción instantánea sin que ningún miembro del equipo de fuego haya matado a un enemigo.
-20) Puntería: completar una campaña o una misión de acción instantánea con un grado de exactitud superior al 85%.
-21) Granadero: neutraliza a 40 enemigos con explosivos  en acción instantánea o en campaña

-22) Golpe oculto: neutraliza al menos 20 enemigos con un cuchillo durante su carrera en la campaña o acción instantánea.
-23) Bastilla: captura al menos 40 enemigos durante su carrera en la campaña o acción instantánea.
-24) Liquidador: neutraliza al menos 600 enemigos durante su carrera en la campaña o acción instantánea.
-25) La sombra del operador: neutraliza al menos 150 enemigos sin ser detectados durante su carrera en la campaña o acción instantánea.
-26) Primeros auxilios: usa 40 botiquines durante su carrera en la campaña o acción instantánea.
-27) Antiblindaje: destruye al menos 10 vehículos ocupados en el modo campaña durante su carrera.
-28) Cazador de melones: neutraliza al menos 150 enemigos con disparos a la cabeza durante su carrera en la campaña o acción instantánea.
-29) Apoyo: completa todos los objetivos secundarios en el modo campaña durante su carrera.
-30) Mucho más allá: completa todos los objetivos extra en el modo campaña durante su carrera.
-31) Comunicador: completa todos los objetivos de SOCOM: Combined Assault Crosstalk en el modo campaña durante su carrera.
-32) Salchicha: obtén todas las salchichas en el modo campaña durante su carrera.

## Armamento
| Rifles | Fusiles | Sub-fusiles | Carabinas | Pistolas   | Escopetas     | Lanzacohetes | Lanza Granadas | Granadas   | Ametralladoras | Minas    | Accesorios                       | Explosivos | Equipamiento          |
| ------ | ------- | ----------- | --------- | ---------- | ------------- | ------------ | -------------- | ---------- | -------------- | -------- | -------------------------------- | ---------- | --------------------- |
| SASR   | AK 47   | 9mm Sub.    | M40A1     | Model 18   | TA 12 Gauge   | RPG 7        | MM-1           | HE         | Mk 48          | PMN      | Empuñadura delantera             | C-4        | Chaleco antibalas     |
| RA 14  | AK 74   | F90         | M4A1      | DE 50      | 12 Gauge Pump | M3           | M79            | M67        | M60E3          | Claymore | Clips de extensión               | ---        | Munición              |
| AG 94  | M82A1A  | Hk 5        | ---       | Pistol 9mm | M4 90         | AT-4         | M870           | Red Smoke  | ---            | ---      | Láser de pistola                 | ---        | Paquete de municiones |
| 552    | ---     | Hk 7        | ---       | 226        | ---           | ---          | M870 Bean Bag  | Flash Bang | ---            | ---      | Láser de rifle                   | ---        | Botiquín              |
| M16A2  | ---     | ---         | ---       | Mark 23    | ---           | ---          | M203           | Smoke      | ---            | ---      | Punto Rojo ( x1.5)               | ---        | ---                   |
| STG 77 | ---     | ---         | ---       | F57        | ---           | ---          | F303           | ---        | ---            | ---      | mira telescópica térmica         | ---        | ---                   |
| L96AW  | ---     | ---         | ---       | R44M       | ---           | ---          | Zx25 Airburst  | ---        | ---            | ---      | mira telescópica con alcance x4  | ---        | ---                   |
| IW80A2 | ---     | ---         | ---       | ---        | ---           | ---          | ---            | ---        | ---            | ---      | mira telescópica con alcance x6  | ---        | ---                   |
| HK 36  | ---     | ---         | ---       | ---        | ---           | ---          | ---            | ---        | ---            | ---      | mira telescópica con alcance x8  | ---        | ---                   |
| M8     | ---     | ---         | ---       | ---        | ---           | ---          | ---            | ---        | ---            | ---      | mira telescópica con alcance x12 | ---        | ---                   |
| M87ELR | ---     | ---         | ---       | ---        | ---           | ---          | ---            | ---        | ---            | ---      | mira telescópica con alcance x16 | ---        | ---                   |
| SR 25  | ---     | ---         | ---       | ---        | ---           | ---          | ---            | ---        | ---            | ---      | Supresor                         | ---        | ---                   |
| MG36   | ---     | ---         | ---       | ---        | ---           | ---          | ---            | ---        | ---            | ---      | Bípode                           | ---        | ---                   |
| M14    | ---     | ---         | ---       | ---        | ---           | ---          | ---            | ---        | ---            | ---      | Bean Bag                         | ---        | ---                   |

- Datos: Q3025335